# Wartmannsroth
Wartmannsroth település Németországban, azon belül Bajorországban. Lakosainak száma 2149 fő (2023. december 31.). Wartmannsroth Oberthulba, Hammelburg, Gräfendorf, Burgsinn, Omerz und Roter Berg, Roßbacher Forst, Forst Detter-Süd, Zeitlofs, Neuwirtshauser Forst, Aura im Sinngrund, Forst Aura és Geiersnest-Ost községekkel határos.

## Népesség
A település népessége az elmúlt években az alábbi módon változott:
| Lakosok száma | 2476 | 884  | 2181 | 2174 | 2133 | 2104 | 2099 | 2093 | 2150 | 2149 |
|               | 1970 | 1975 | 2011 | 2012 | 2014 | 2015 | 2017 | 2019 | 2022 | 2023 |